# Karikaturmuseum Krems

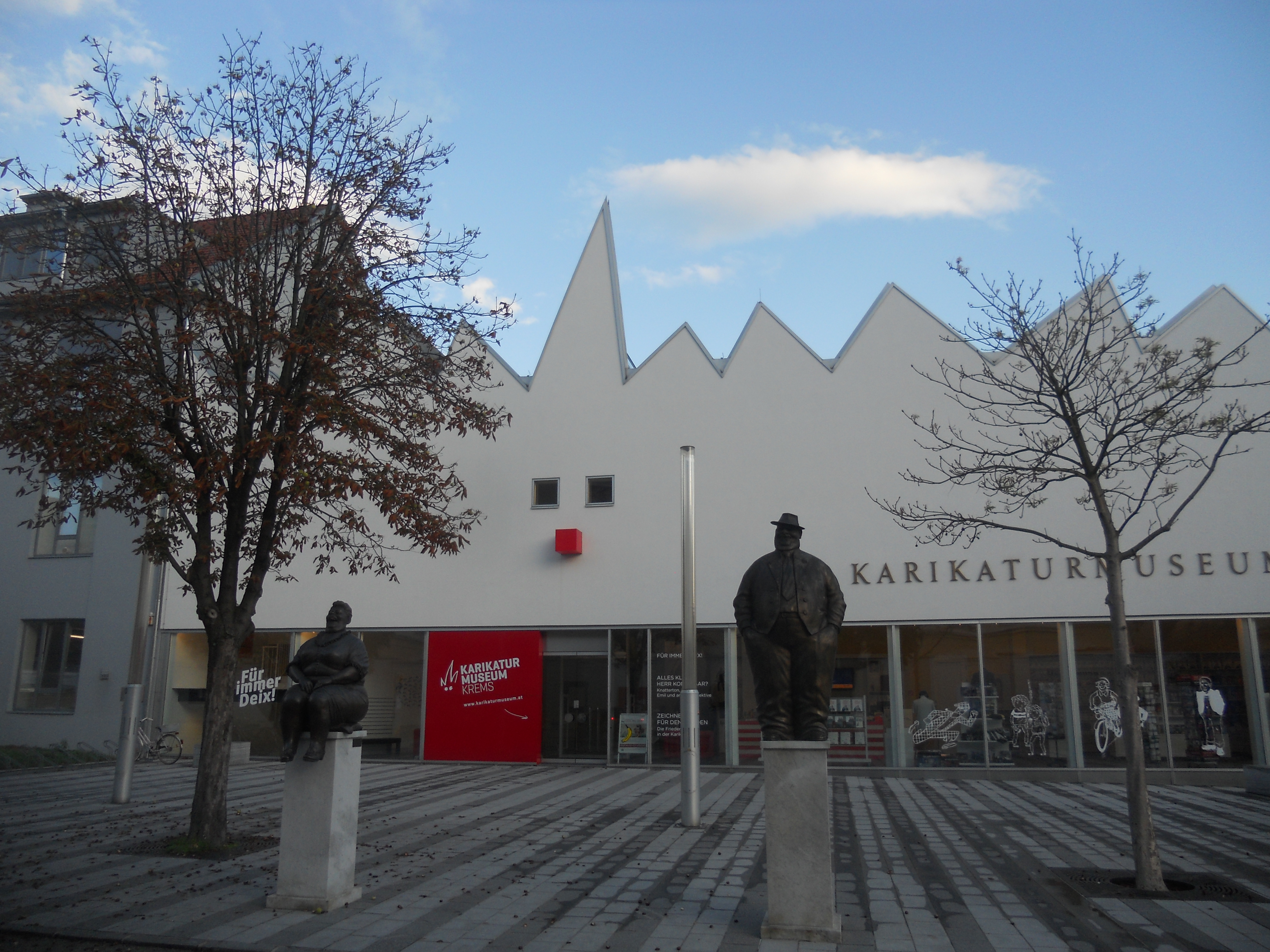
Das Karikaturmuseum

Das Karikaturmuseum Krems ist das einzige österreichische Museum für satirische Kunst und widmet sich vor allem der politischen Karikatur, der humoristischen Zeichnung bis hin zu Comic und Illustration. Es befindet sich in Krems-Stein (Niederösterreich) - inmitten der Kunstmeile Krems - in unmittelbarer Nähe zur Kunsthalle Krems und zur Landesgalerie Niederösterreich. Seit 2012 ist Gottfried Gusenbauer Direktor des Karikaturmuseum Krems.

## Geschichte und Architektur
Das Gebäude wurde nach den Plänen des Architekten und Karikaturisten Gustav Peichl errichtet. Es wurde am 29. September 2001 nach knapp einjähriger Bauzeit mit der Ausstellung „Alles Karikatur – Das gezeichnete 20. Jahrhundert“ offiziell eröffnet. Das Museum zeigte in dieser Ausstellung erstmals in Österreich einen Querschnitt der wichtigsten internationalen Originalgrafiken aus den Bereichen Karikatur, Bildsatire und Humorzeichnung des 20. Jahrhunderts.
Die architektonische Gestaltung des Museums mit einer durchgehenden Glasfront im Erdgeschoß signalisiert Offenheit und Transparenz. Das Karikaturmuseum Krems versteht sich als europäisches Kompetenzzentrum für Zeichenkunst und Bildliteratur und vernetzt sich mit internationalen Künstlern und Künstlerinnen, Museen und Ausstellungshäusern.
Anfang des Jahres 2017 wurde das Gebäude saniert.

## Sammlung
Das Land Niederösterreich, unter der Mitarbeit des Karikaturmuseum Krems, arbeitet seit 2001 gezielt am Aufbau einer Sammlung von Karikaturen, Cartoons, kritischer Grafik und Illustrationen.
Der Schwerpunkt liegt auf der europäischen Karikatur seit 1900, wobei dem Schaffen zeitgenössischer Zeichner eine besondere Bedeutung zukommt. So soll auch die Geschichte der Karikatur der letzten 400 Jahre anhand signifikanter Werke belegt und dokumentiert werden. Neben der größten Sammlung von Cartoons von Manfred Deix und Werken von Gustav Peichl wurde 2004 ein bedeutender Teil des Nachlasses von Erich Sokol erworben. 2007 kam dann die Sammlung Fotter dazu. Bedeutende Werkkomplexe von Gerhard Haderer – darunter die 2002 entstandene Serie „Das Leben des Jesus“ – sind im Besitz der Sammlung, die mittlerweile mehrere tausend Originalgrafiken umfasst. Sie bildet eine wichtige Basis für die Ausstellungen des Karikaturmuseum Krems. Werke der Sammlung werden aber auch im Rahmen von Kooperationsprojekten in anderen internationalen Ausstellungshäusern und Museen präsentiert.

## SOKOL Preis für digitale Karikatur, kritische Zeichenkunst und Satire
Weltweit arbeiten immer mehr Künstler in digitaler Technik. Auch Karikaturen und Cartoons werden neben den traditionellen Techniken wie Bleistift, Tusche oder Acryl mittels Computer gezeichnet, digital koloriert und zum Teil digital publiziert. Titelseiten für Rolling Stone, Billboard, Time Magazin, The New Yorker und vieler anderer Magazine werden zum Großteil mit digital produzierten Karikaturen gestaltet. Vor allem das Internet und hier die Social-Media-Kanäle dienen zur Distribution der karikaturistischen Statements und erreichen weit über den Print hinaus eine große Anzahl an Lesern und Konsumenten. Der Sokol-Preis für digitale Karikatur, kritische Zeichenkunst und Satire, kurz SOKOL, soll dieser künstlerischen Entwicklung mit einem innovativen und zukunftsorientierten Preis Rechnung tragen und diese Tendenz zusätzlich fördern. Das Land Niederösterreich vergibt in Zusammenarbeit mit der Erich Sokol Privatstiftung Mödling und dem Karikaturmuseum Krems den SOKOL - Preis für digitale Karikatur, kritische Zeichenkunst und Satire für herausragende Leistungen auf dem Gebiet der digitalen Zeichenkunst alle fünf Jahre, erstmals 2018. Das Karikaturmuseum Krems wird in Zusammenarbeit mit den Landessammlungen Niederösterreich als Kompetenz- und Kommunikationszentrum, Netzwerkplattform, Drehscheibe und Präsentationsort fungieren.
Preisträger 2018
- Würdigungspreis: Sebastian Krüger
- Hauptpreis für digitale Karikatur: Thomas Fluharty
- Förderpreis: Nadia Khiari
- Artist in Residence Niederösterreich-Stipendien: Frank Hoppmann und Ramize Erer

Preisträger 2023
- Würdigungspreis: Gerald Scarfe
- Hauptpreis: Florian Satzinger
- Förderpreis: Liz Montague
- Artist in Residence Niederösterreich-Stipendien: Ghita Ait Bensalah und EtchingRoom1

## Ausstellungen (Auswahl)
- I Love Deix: 75 Jahre Manfred Deix. (17. Februar 2024 – 2. Februar 2025)
- Sokol Auslese (25. März – 25. November 2018)
- Ironimus 90. Jetzt mal keine Politik! Cartoons von 1948 bis 2018 (4. März – 9. Mai 2018)
- Immer wieder Deix! (4. Februar 2018 – 14. Mai 2019)
- Gerhard Haderer. Think Big! (28. Februar – 20. November 2016)
- Marie Marcks. Meisterin der Karikatur (29. November 2015 – 14. Februar 2016)
- Mordillo (8. März – 22. November 2015)
- Lucky Luke. Neues aus dem Wilden Westen von Achdé (2. Juni – 17. November 2013)
- Erich Sokol. Gnadenlos genial (25. November 2012 – 20. Mai 2013)
- Janosch. Tiger, Ente, Bär & mehr (18. März – 15. November 2012)
- Erich Sokol. Playboy Cartoons (17. April – 1. November 2010)[6]
- Donald Duck...und die Ente ist Mensch geworden. Das zeichnerische und poetische Werk von Carl Barks (25. März – 4. November 2007)
- Erich Sokol. Machtspiele (20. März – 30. Oktober 2005)
- Hans Traxler. Starke Gefühle (14. November 2014 – 13. März 2015)
- Alles Karikatur. Das gezeichnete 20. Jahrhundert (29. September 2001 – 26. Mai 2002)